# Hum (bergstopp)
Hum är en bergstopp i Bosnien och Hercegovina. Den ligger i entiteten Federationen Bosnien och Hercegovina, i den centrala delen av landet, i huvudstaden Sarajevo. Toppen på Hum är 813 meter över havet, eller 178 meter över den omgivande terrängen. Bredden vid basen är 2,3 km.
Terrängen runt Hum är huvudsakligen kuperad, men åt sydväst är den platt.Runt Hum är det ganska tätbefolkat, med 93 invånare per kvadratkilometer.. Närmaste större samhälle är Sarajevo, 3,6 km sydväst om Hum.
Runt Hum är det i huvudsak tätbebyggt.